# Dudleya saxosa
Dudleya saxosa là một loài thực vật có hoa trong họ Crassulaceae. Loài này được (M.E.Jones) Britton & Rose miêu tả khoa học đầu tiên năm 1903.